# Condado de Pitkin
El condado de Pitkin (en inglés: Pitkin County), fundado en 1881 por Frederick Walker Pitkin, es uno de los 64 condados del estado estadounidense de Colorado. En el año 2000 tenía una población de 14 872 habitantes con una densidad de población de 6 personas por km². La sede del condado es Aspen.

## Geografía
Según la oficina del censo el condado tiene una superficie total de 2521 km² (973,4 mi²), de los que 2513 km² (970,3 mi²) son tierra y 7 km² (2,7 mi²) (0.29%) son agua.

### Condados adyacentes
- Condado de Eagle - nordeste
- Condado de Lake - este
- Condado de Chaffee - sudeste
- Condado de Gunnison - sur
- Condado de Mesa - oeste
- Condado de Garfield - noroeste

## Demografía
Según el 2000 la renta per cápita media de los habitantes del condado era de 59 375 dólares y el ingreso medio de una familia era de 75 048 dólares. En el año 2000 los hombres tenían unos ingresos anuales 40 672 dólares frente a los 33 896 dólares que percibían las mujeres. El ingreso por habitante era de 40 811 dólares y alrededor de un 6,20% de la población estaba bajo el umbral de pobreza nacional.

## Ciudades y pueblos
- Ashcroft
- Aspen
- Basalt
- Meredith
- Redstone
- Snowmass
- Snowmass Village
- Woody Creek

## Espacios naturales protegidos
Entre ellos destacan el White River National Forest que contiene la Flat Tops Wilderness Area que está considerada como el primer espacio protegido en Estados Unidos que dio lugar a una legislación para la creación de las «áreas de vida salvaje (Wilderness Area)» protegidas. También tiene parte de la Collegiate Peaks Wilderness, el Holy Cross Wilderness, el Hunter-Fryingpan Wilderness y el Maroon Bells-Snowmass Wilderness.